# シアン化物中毒
シアン化物中毒（シアンかぶつちゅうどく、英: cyanide poisoning）は多くの種類のシアン化物にさらされることによって起こる中毒である。シアン化合物中毒（シアンかごうぶつちゅうどく）、シアン中毒（シアンちゅうどく）、青酸中毒（せいさんちゅうどく）とも呼ばれる。

## 概説
中毒の初期症状には、頭痛、めまい、頻脈、息切れ、そして嘔吐が含まれる。その後に発作、徐脈、低血圧、意識消失、心停止になることがある。症状は通常、数分以内に出始める。たとえ一命を取りとめたとしても、長期にわたる神経学的問題が残ることがある。
シアン化物を含む有毒な化合物にはシアン化水素ガスや多くのシアン化物塩が含まれる。この中毒は住宅火災で生じた煙を吸ったあとで比較的よく起こる。シアン化物にさらされる可能性のあるその他のルートには金属研磨、特定の殺虫剤、医薬品のニトロプルシドにかかわる仕事場、そしてリンゴやアンズの種子のような特定の種子が含まれる。液体状のシアン化物は皮膚を通して吸収されうる。シアン化物イオンは細胞呼吸を妨げ、身体の組織に酸素を使えなくさせる。
この中毒を診断するのは難しいことが多い。住宅火災にあった人のうち意識レベルが低下し、低血圧になり、あるいは血中乳酸塩が高くなっている人はこの中毒が疑われることがある。シアン化物の血中濃度を測定することはできるが時間がかかる。血中濃度が0.5～1 mg/Lの場合中毒は軽度であり、1～2 mg/Lの場合は中度、2～3 mg/Lの場合は重度、3 mg/L以上の場合は死亡に至る。
もし誰かが、シアン化物にさらされたのではないかと疑われる場合、その人を暴露物質の出所から移動させて浄化する。治療には、支持療法や100%酸素の吸入が含まれる。
ヒドロキソコバラミン（ビタミンB12a）は解毒剤として有用だと思われていて、最初の治療法として使われる。チオ硫酸ナトリウムも投与されることがある。歴史的にシアン化物は、集団自殺やナチスが大量殺戮をするときに使われてきた。

## 歴史

### 自殺
シアン化物塩は効くのが速い自殺の手段としてときおり使われる。シアン化物は強い胃酸と比較的高い水準で反応する。
- 1937年2月、ウルグアイ人の短編小説家オラシオ・キロガ（Horacio Quiroga）はブエノスアイレスの病院でシアン化物を飲むことによって自殺した。
- 1937年、ポリマー化学者のウォーレス・カロザースはシアン化物を使って自殺をした。
- 1943年、第二次世界大戦中にヴェモーク（Vemork）重水工場を破壊するために行われたガンナーサイド作戦（ドイツによる原子爆弾の開発を止めようとする、あるいは遅らせようとする試み）で、特殊部隊員たちは口の中で保持するように作られたシアン化物の錠剤（ゴムの中に封入されたシアン化物）を与えられた。特殊部隊員たちはドイツ側に捕らえられた場合、その錠剤を噛んで飲み込むよう指示されていた。その錠剤は3分以内に必ず死ねるように作られていた。
- シアン化物の中でも特にシアン化水素の純正液体は、ドイツ第三帝国で自殺の手段として好まれた。エルヴィン・ロンメル（1944年）、そしてアドルフ・ヒトラーの妻のエヴァ・ブラウン（1945年）が、さらにナチスのリーダーだったハインリヒ・ヒムラー（1945年）が、そしておそらくマルティン・ボルマン（1945年）およびヘルマン・ゲーリング（1946年）もこのシアン化水素を自殺するときに使った。
- 1954年、アラン・チューリングは――当時のイギリスでは違法だった――同性愛関係を持ったという有罪判決を受けてホルモンの去勢を受けることを強制された後、自殺するためにシアン化物溶液を注入したリンゴを使ったと考えられている。
- 1978年11月18日、ジョーンズタウンでジム・ジョーンズと何人かの人民寺院のメンバーが「革命を起こす自殺」（revolutionary suicide）と呼ばれるイベントを開いた。そのイベントの中で、さらにはそのイベントの録音テープに基づいて、そしてそのイベントの前に行なわれた討議の中で総勢909人が亡くなった。その際、2人以外の全員は明らかにシアン化物中毒によって亡くなった。ジョーンズタウンでの服毒自殺の後、人民寺院のメンバーたちはガイアナのポート・ケイトゥマ（Port Kaituma）で他の5人を殺害した。5人の中にはアメリカ下院議員のレオ・ライアンも含まれていた。それらの殺害はジョーンズが命じたものだった。人民寺院の他の4人のメンバーはジョーンズの命令に従ってジョージタウンで殺人や自殺を行った。
- スリランカのLTTE（タミル・イーラム解放のトラ。彼らの反政府活動は1983年から2009年まで続いた）のメンバーたちは、政府軍に捕えられた場合には自殺をするつもりで、首の周りにシアン化物の入った複数の小瓶を着用していた。
- 1985年6月6日、拘留されていた連続殺人犯のレナード・レイク（Leonard Lake）は自分の服に縫いつけて隠し持っていたシアン化物の錠剤を飲み込んだのち亡くなった。
- 2012年6月28日、ウォール街のトレーダーだったマイケル・マリン（Michael Marin）はアメリカのアリゾナ州フェニックスで開かれていた自分の放火罪を審理する裁判で有罪の評決が読み上げられた数秒後、シアン化物の錠剤を飲み込んだ。彼が亡くなったのは数分後のことだった。
- 2015年6月22日、時計学者でありポッドキャスト「S-Town」の中心人物であったジョン・B・マクルモア（John B. McLemore）はシアン化物を飲み込んだのちに亡くなった。
- 2017年11月29日、スロボダン・プラリャクは旧ユーゴスラビア国際戦犯法廷で戦争犯罪の有罪判決を受けたのち、シアン化カリウムを飲むことによって亡くなった。